# フィニッシャーズ
有限会社フィニッシャーズ（Finisher's）は、東京都台東区に本社を置く模型用塗料メーカーおよびブランド名。

## 概要
1997年に川口信義によって設立された塗料メーカー。塗料をはじめ、モデルカーやSFガレージキット、模型工具も取り扱う。

## 製品

### 塗料
- ファンデーションホワイト
- ファンデーションピンク
- ファンデーションブルー
- ファンデーションクリーム
- ファンデーショングレー
- ピュアホワイト
- ピュアブラック
- ピュアイエロー
- ピュアブルー
- ピュアオレンジ
- ピュアグリーン
- ブライトレッド
- ピュアレッド
- リッチレッド
- シルクレッド
- ディープレッド
- アイボリーホワイト
- レモンイエロー
- ディープイエロー
- ミディアムイエロー
- イエローグリーン
- ブリリアントグリーン
- スカイブルー
- フォーミュラフレンチブルー
- ブルーパープル
- ブライトブルー
- ブルツブルー
- ファインシルバー
- CLKシルバー
- ライトガンメタル
- セミグロスブラック
- ウェストブラック
- カーボンブラックマット
- ブラウン
- チョコレート
- ペパーミント
- ラベンダー
- サーモンピンク
- パープル
- スーパーファインコバルト
- スーパーディープブルー
- ジャガーパープル
- スーパーファイングリーン
- スーパーシェルホワイト
- ウルフブルー
- シーサイドブルー
- スパークリングブルー
- APブルー
- プロストブルー
- グリニッシュブルー
- パシフィックブルー
- ジャガーグリーン
- フォーミュラグリーン
- マルーン
- クロームシルバー
- 青金
- 赤金
- シルバーパールリキッド
- ゴールドパールリキッド
- パールホワイト
- パールグリーン
- パールブルー
- パールピンク
- ルミレッド
- ルミピンク
- ルミオレンジ
- フォーミュラクローム
- マイカレッド
- ヨシムラレッド
- ブラバムブルー
- セルリアンブルー
- シールズシルバー
- メタリックレッド
- クリアーレッド
- クリアーオレンジ
- ブルーブラック
- エンジンブルー
- クリアーブラック
- ロッシブルー
- カナリヤイエロー
- ライムグリーン
- エンジングリーン
- 21パープル
- ジェネシスブルー
- ニンジャパープル
- スーパーミディアムブルー
- チタニウム
- ナイトゴールド
- ガルフブルー
- レイトンブルー

### 溶剤
- ピュアシンナー（110cc、250cc）
- ウレタンシンナー（40cc）